# Yamamoto Ryuhei
Yamamoto Ryuhei (sinh ngày 16 tháng 7 năm 2000) là một cầu thủ bóng đá người Nhật Bản.

## Sự nghiệp câu lạc bộ
Yamamoto Ryuhei hiện đang chơi cho Matsumoto Yamaga FC.